# Ètica a Nicòmac

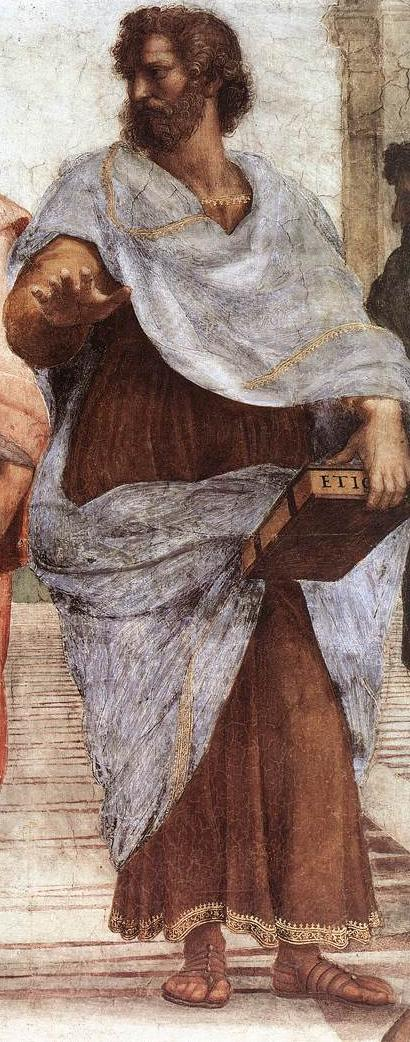
Detall de L'escola d'Atenes de Rafael. S'hi observa Aristòtil sostenint la seva Ètica a Nicòmac

L'Ètica a Nicòmac, sovint anomenada simplement l'Ètica (grec: Ta Ethika), és un tractat d'Aristòtil sobre la virtut i la moral que defineix l'ètica aristotèlica. Els deu llibres que comprèn estan basats en apunts de les seves lectures al Liceu, i van ser o bé editats pel seu fill Nicòmac o bé dedicats a ell.
L'Ètica se centra en la importància d'obrar virtuosament de manera habitual i la necessitat de desenvolupar una personalitat virtuosa. Aristòtil va emfatitzar la importància del context en el comportament ètic, i la capacitat d'un virtuós per a reconèixer la millor opció a escollir. Aristòtil defensa que si una persona persegueix la felicitat (eudaimonia) ben entesa, la millor línia d'acció és una conducta virtuosa.

## Antecedents i col·locació de l'obra
L'Ètica a Nicòmac és el primer tractat sistemàtic sobre ètica. Plató havia escrit el Protàgores, un diàleg sobre la virtut, i diverses de les seues altres obres també tracten la felicitat i l'ètica, però cap no ho fa d'una manera sistemàtica. En aquesta obra, s'esmenten altres filòsofs contemporanis a Aristòtil, com per exemple Espeusip i Èudox, de qui Aristòtil pren la seua definició del bé.
Com Plató i Sòcrates, Aristòtil sosté que la virtut ens ajuda a cercar la felicitat, i aqueixa és la base de l'ètica. A diferència de Plató i Sòcrates, Aristòtil ensenya que la virtut no ve directament del coneixement, sinó que requereix l'hàbit, que la felicitat no és un estat sinó una activitat, i que el plaer no és la felicitat sinó una conseqüència de la virtut, i especialment que l'individu té un fi en si mateix que prové de la seva naturalesa racional i que no és absorbit del tot pels fins de l'estat. Ací està la clau de lectura de l'ètica d'Aristòtil: la finalitat de l'acte humà. Tot acte té un fi, que és la felicitat, però es pot cercar aquest fi en diverses coses. Aristòtil mostra que el fi ha de ser específic de l'ésser humà, i açò és la contemplació, a la qual la virtut ajuda necessàriament, ja que la virtut cerca el mitjà que li dona la recta raó de l'individu. La contemplació és l'acte més autosuficient i estable, i per a la plena felicitat requereix també el plaer. Un aspecte que entra en joc i que no es resol del tot directament en el capítol 7 del llibre X és la immortalitat, a la qual Aristòtil també al·ludeix diverses vegades en altres parts de l'obra.
El mètode d'Aristòtil també difereix del de Plató, perquè defineix clarament des de l'inici què vol fer, hi proposa arguments en contra, mostra algunes dificultats i després les resol. És important recordar que les obres d'Aristòtil no eren llibres destinats a la publicació sinó més aviat manuals o apunts destinats a l'ensenyament.
Dins de les obres d'Aristòtil, l'Ètica a Nicòmac és de les últimes. Com Plató, quan era jove havia escrit molts diàlegs, però tots s'han perdut. Se sap del cert que l'Ètica va després dels tractats de lògica, ja que esmenta els Analítics en VI, 3. Així mateix, Sobre l'ànima mostra un pensament menys precís de l'ànima que aquesta obra, i per això es creu que és anterior. La Política ve després, perquè X,9 la prepara directament, sobre la base de VIII-IX, que versen sobre l'amistat. Hi ha una altra obra, probablement espúria, sobre ètica, la Magna Moralia, i una obra semblant però probablement prèvia, l'Ètica a Eudemi.

## Sobre el títol de l'obra
La consideració que fos el mateix Aristòtil qui donés nom a les seves obres està desfasada. Note's que Aristòtil es refereix a la temàtica de la qual està tractant com a "política" i l'estudi de la política, però no parla mai d'"ètica".
Pel que es fa al nom de Nicòmac, durant molt de temps s'ha interpretat com a possessiu, referit al destinatari o a l'autor o l'editor. Avui dia, aquestes hipòtesis estan completament descartades i, pel que fa a Nicòmac, és impensable que fos el fill d'Aristòtil, sinó que podria tractar-se d'un suposat destinatari o conegut a qui va dedicar l'obra. L'opció més probable és la que indica que tant el nom d'ètica com els adjectius provenen d'un tercer, probablement Andrònic de Rodes o potser algú posterior, encara que és probable que el seu valor no vagi més enllà que el d'unes meres etiquetes, la finalitat de les quals no sembla que fos cap altra que la de distingir escrits pertanyents a èpoques i concepcions diferents.

## Continguts
Aristòtil comença la seva obra definint el que és essencial de l'ètica: el bé. Amb el seu habitual mètode inductiu, recull les opinions recollides fins aleshores, que la relacionen amb la felicitat, perquè tal cosa és "el que tots busquen". En un paral·lelisme amb les arts i els coneixements pràctics, Aristòtil diu que el bé per a l'ésser humà, la felicitat, consisteix en l'exercici de la seva funció com a persona. Així, basant-se en les tres disposicions de l'ànima aristotèlica, establix que aquesta funció ha d'estar relacionada amb l'ànima racional, en la mesura que és el que caracteritza l'ésser humà. Per a això, introduïx el concepte de virtut, que és identificat amb el costum d'obrar bé. L'estagirita establix que les virtuts han de ser de dues menes: les virtuts dites ètiques, morals o de personalitat; especialment la justícia, que ve de l'ànima desiderativa en la mesura que aquesta obeïx la raó; i les virtuts anomenades dianoètiques, intel·lectuals o racionals, que són les que permeten arribar a la felicitat i venen de l'ànima racional mateixa. Després mostra com el plaer també té a veure amb la felicitat, i pel mateix motiu amb l'ètica. Com que l'individu és social, necessita amics per a arribar a la felicitat completa. Això el duu a una descripció final de la felicitat, aquella amb què s'arriba a una activitat d'acord amb la virtut més excelsa.
Els llibres que integren l'Ètica a Nicòmac són:
Ètica general:
- Llibre 1: L'estudi del bé
- Llibre 2: Virtut moral
- Llibre 3: Coratge i temperança
- Llibre 4: Altres virtuts

Ètica en la societat:
- Llibre 5: Justícia
- Llibre 6: Virtut intel·lectual
- Llibre 7: Maldat i plaer
- Llibres 8 i 9: Amistat
- Llibre 10: Plaer i política

### Llibre I: Sobre el bé en general i sobre la felicitat
Respecte al fet de si l'ètica pot ser tractada de manera objectiva, Aristòtil assenyala que les "coses belles i justes, sobre les quals investiga la ciència, impliquen gran desacord i inconsistència, de manera que es pensa que pertanyen només a la convenció i no a la natura". Per aquesta raó Aristòtil afirma que és important no exigir massa precisió, com les demostracions que s'exigirien a un matemàtic, sinó tractar dels temes bells i justos com "coses aproximades". Es pot fer això perquè les persones són bons jutges del que estan familiaritzats, però això implica alhora que els joves (en edat o en caràcter), essent inexperts, no són adequats per a l'estudi d'aquesta mena de temes.
El capítol sisè conté una famosa digressió en què Aristòtil sembla qüestionar els seus amics que "introduïren les formes". Això s'entén que es refereix a Plató i a la seva escola, famosa pel que ara es coneix com la teoria de les formes. Aristòtil diu que mentre "la veritat i els amics" són estimats, "és sagrat donar el més alt honor a la veritat". La secció és una altra explicació de per què l'ètica no començarà a partir dels primers principis, la qual cosa significaria començar tractant de discutir el Bé com una cosa universal que totes les coses anomenades bones tenen en comú. Aristòtil diu que mentre que totes les coses diferents anomenades bones no semblen tenir el mateix nom per casualitat, potser és millor "deixar-ho per ara" perquè aquest intent de precisió que "estaria millor en una altra mena d'investigació filosòfica", i no sembla útil per discutir com determinats éssers humans han d'actuar, de la mateixa manera que els metges no necessiten filosofar sobre la definició de la salut per tractar cada cas. En altres mots, Aristòtil insisteix en la importància de la seva distinció entre la filosofia teòrica i la pràctica, i l'ètica a Nicòmac és filosofia pràctica.

#### Definir la felicitat (eudaimonia) i l'objectiu de l'ètica
El corrent principal de discussió comença amb l'obertura del capítol primer, amb l'afirmació que totes les arts tècniques, totes les investigacions (tots els mètodes, incloent-hi l'ètica), totes les accions deliberades i l'elecció, apunten envers un bé apart d'ells mateixos. Aristòtil assenyala el fet que molts objectius són realment només objectius intermedis, i només es desitgen perquè fan possible la fita d'objectius superiors.
Al capítol segon, Aristòtil afirma que hi ha un objectiu més elevat, l'eudaimonia (traduït tradicionalment com felicitat), i ha de ser el mateix que l'objectiu que ha de tenir la política, perquè el millor per a un individu és menys bell i diví que el que és bo per a un poble o ciutat.
El capítol tercer continua dient que l'ètica, a diferència d'altres tipus de filosofia, és inexacta i incerta. Aristòtil diu que no seria raonable esperar demostracions d'estil matemàtic estricte, però "cada home jutja correctament les qüestions amb les que està familiaritzat".
El capítol quart afirma que si bé la majoria acceptaria anomenar felicitat, eudaimonia, l'objectiu més elevat de la humanitat, i també equiparar això amb el fet de viure bé i fer bé les coses, hi ha disputa entre les persones i entre la majoria i "el savi".
El capítol cinquè distingeix tres modes de vida diferents que les diferents persones associen amb la felicitat.
- La forma esclava del plaer, que és la forma en què la majoria de la gent pensa en la felicitat.
- La manera refinada i activa de la política, que apunta a l'honor (el propi honor implica l'activitat superior dels que són savis i coneixen i jutgen).
- El camí de la contemplació. Aristòtil també menciona unes altres dues possibilitats que sosté que poden ser posades a banda.
- Tenir virtut, però estar inactiu, àdhuc patint mals i infortunis, que Aristòtil diu que ningú no consideraria a menys que estiguessin defensant una hipòtesi.
- La producció de diners, que Aristòtil afirma com una vida basada a apuntar al que és perseguit per la necessitat per aconseguir metes superiors, un bé intermedi. Cadascun d'aquests tres modes de vida feliços comunament proposats representa objectius als quals algunes persones apunten per llur propi bé, així com apunten a la pròpia felicitat per llur propi bé. Quant a l'honor, el plaer i la intel·ligència (nous) i també totes les virtuts, condueixen a la felicitat, i tot i que no ho fessin, també l'home les perseguiria.

La felicitat en la vida aleshores inclou les virtuts, i Aristòtil afegeix que hi inclouria l'autosuficiència (autarkeia), no l'autosuficiència d'un ermità, sinó d'algú amb una família, amics i comunitat. Per si mateix això faria la vida digna d'escollir. Per descriure més clarament el que és la felicitat, Aristòtil pregunta quina és la feina (ergon) d'un ésser humà. Tots els éssers vius tenen la nutrició i el creixement com una feina, tots els animals (segons la definició d'animal que Aristòtil emprà) ho haurien de percebre com a part de llur treball, però què és més particularment humà? La resposta segons Aristòtil és que ha d'implicar el discurs articulat (logos), incloent estar obert a la persuasió pel raonament, i pensar les coses. La felicitat humana no només involucrarà la raó, sinó que també serà la d'un ésser actiu en el treball (enérgueia), no només la felicitat potencial. I serà durant tota la vida, perquè "una oreneta no fa primavera".
I perquè la felicitat es descriu com una obra o funció dels éssers humans, es pot dir que així com es contrasta els arpistes amb arpistes seriosos, la persona que viu bé i meravellosament d'aquesta manera activament racional i virtuosa serà un humà seriós (spoudaios).
Com a exemple d'opinions populars sobre la felicitat, Aristòtil cita una "antiga i acceptada pels filòsofs". D'acord amb aquesta opinió, que ell diu que és correcta, les coses bones associades amb l'ànima són més essencials i especialment bones, en comparació amb les coses bones per al cos, o les coses bones externes. Aristòtil diu que la virtut, el judici pràctic i la saviesa, i també el plaer, tots estan associats amb la felicitat, i de fet una associació amb l'abundància externa, és coherent amb aquesta definició.
Si la felicitat és virtut, o una certa virtut, aleshores no ha de ser simplement una condició de ser virtuós, potencialment, sinó una vertadera manera de virtuosament "estar treballant" com a humà. Com als Jocs Olímpics antics, "no són els més bells ni els més forts els que són coronats, sinó els que competeixen". I tal virtut serà bona, bella i agradable, de fet Aristòtil afirma que en la majoria dels pobles els diferents plaers estan en conflicte entre si, mentre que "les coses que són agradables a aquells que estan apassionadament dedicats al bell són les coses que són agradables per naturalesa i d'aquesta forma són accions d'acord amb la virtut". Els béns externs també són necessaris en una vida tan virtuosa, perquè una persona a qui manquen coses com la bona família i els amics podria tenir dificultats per ser feliç.

#### Preguntes que es podrien plantejar sobre la definició
Als capítols 9-12 Aristòtil aborda algunes objeccions o preguntes que podrien plantejar-se en contra de la seva definició de la felicitat.
En primer lloc, considera la definició de felicitat en contrast amb una vella pregunta socràtica (que es troba, per exemple, al Menó de Plató) de si la felicitat pot ser resultat de l'aprenentatge, de l'hàbit o de l'ensinistrament, o potser del favor diví o àdhuc de l'atzar. Aristòtil diu que admet ser compartida per alguna mena d'aprenentatge i de requerir esforços. Malgrat això, emperò, tot i que no sigui divina, és una de les coses més divines, i perquè "que es deixi a l'atzar el més gran i el més bell seria massa discordant".
Quant a la importància de l'atzar en la felicitat, Aristòtil sosté que una persona feliç en el treball d'acord amb la virtut "suportarà el que la desgràcia porta millor i en completa harmonia en cada cas". Només moltes grans desgràcies limitaran la benedicció de tal vida, però "fins i tot en aquestes circumstàncies quelcom bell llueix".
Un cop més, tornant a la divinitat de la felicitat, Aristòtil distingeix la virtut i la felicitat dient que la virtut, a través de la qual la gent es fa apta per realitzar belles accions és digna d'elogi, mentre que la felicitat és quelcom més important, com Déu, atès que cadascun de nosaltres fa tota la resta per causa d'això, i establim la font i la causa de les coses bones com quelcom honrat i diví.

#### De la definició de la felicitat a la discussió de la virtut: introducció a la resta de l'ètica
Aristòtil afirma que podem acceptar útilment algunes coses dites sobre l'ànima (clarament una referència a Plató), incloent la divisió de l'ànima en parts racionals i irracionals, i la divisió addicional de les parts irracionals en dues parts:
- Una part irracional de l'ànima humana no és «humana», sinó «vegetativa», i treballa durant el somni, quan la virtut és menys òbvia.
- Tanmateix, una segona part irracional de l'ànima humana és capaç de compartir la raó d'alguna manera. Ho veiem perquè sabem que hi ha quelcom "desitjós i generalment apetitiu" en l'ànima que pot, en diferents ocasions en diferents persones, o bé oposar-se a la raó o obeir-la, essent així racional.

Les virtuts es divideixen de la mateixa manera en virtuts intel·lectuals (dianoètiques) i les virtuts del caràcter (virtuts ètiques o morals) pertanyents a la part irracional de l'ànima, que poden prendre part en la raó.
Aquestes virtuts de caràcter o virtuts morals, com sovint es tradueixen, es converteixen en el tema central del Llibre II. L'aspecte intel·lectual de la virtut serà discutit al Llibre VI.

### Llibre II: Naturalesa de la virtut ètica
En aquest segon llibre l'autor es proposa abordar la definició de la virtut. Aristòtil afirma que la virtut no neix en la naturalesa de l'individu, tot i que reconeix que és natural la capacitat de comprendre aquestes virtuts i perfeccionar-les amb el costum. És per això que la virtut és l'hàbit pel qual l'home es fa bo i realitza bé l'obra que li és confiada. Apunta tres possibilitats al respecte: «actuar en sotmetiment a [la raó]», «qualitat d'obrar de la millor manera en relació amb el plaer i el dolor» i finalment «la disposició o hàbit d'escollir el mitjà relatiu a nosaltres en accions i emocions, determinant per la raó i tal com ho determinaria un home prudent». Aristòtil distingeix entre la virtut moral (ethos) o de caràcter, i la virtut intel·lectual. En tant que cerca un entremig entre vicis i una mena d'estat per realitzar les millors accions que mantingui la relació amb el plaer i el dolor, la virtut moral fa bo l'ésser humà. L'art només requereix coneixement, però la virtut requereix elecció racional i exercici constant. És difícil de ser bo perquè és difícil de trobar l'entremig, i la funció de l'educació és precisament ajudar a atènyer-lo. Entre l'excés i el defecte el punt mitjà és la virtut o magnificència, i Aristòtil anomena els dos extrems més distants com contraris.
Aristòtil diu que mentre que la virtut intel·lectual necessita ensenyament, experiència i temps, la virtut del caràcter (virtut moral) sorgeix a conseqüència de seguir els hàbits correctes. Segons ell, el potencial d'aquesta virtut està per naturalesa en tots els éssers humans, però si les virtuts arriben a estar presents o no, no està determinat per la naturalesa humana.
Aristòtil diu que podem descriure les virtuts com les coses que són destruïdes per la deficiència o l'excés. Algú que fuig es converteix en un covard, mentre que algú que no tem res és un temerari. D'aquesta manera, la virtut "valentia" es pot veure com un "terme mitjà" entre dos extrems. Les persones s'habituen bé realitzant accions virtuoses, possiblement per la guia dels mestres o l'experiència, i alhora aquests hàbits es converteixen en vertaderes virtuts on escollim les bones accions deliberadament.
Segons el filòsof, el caràcter correctament entès (és a dir, la virtut o el vici d'una persona), no és qualsevulla tendència o hàbit, sinó quelcom que afecta a quan sentim plaer o dolor. Una persona virtuosa sent plaer quan realitza les accions belles o nobles. Una persona que no és virtuosa sovint trobarà les seves percepcions del que és agradable enganyoses. Quan una persona fa accions virtuoses, per exemple per casualitat, o sota consell, encara no és necessàriament una persona virtuosa. No és com en les arts productives, on el que s'està fent és el que es jutja com ben fet o no. Per ser vertaderament una persona virtuosa les accions virtuoses d'hom han de complir tres condicions: (a) són fetes sent-ne conscient, (b) són escollides pel seu propi bé i (c) són escollides d'acord amb una disposició estable (no a un capritx, o de qualsevol manera que la persona que actua podria canviar fàcilment la seva elecció). I només saber el que serien virtuoses no és prou.
Comparant la virtut amb les arts productives com amb les arts, la virtut del caràcter ha de ser no només la realització d'un bon ésser humà, sinó també la manera en què els humans fan bé llur propi treball. Ésser expert en un art també pot ser descrit com un entremig entre l'excés i la deficiència: quan estan ben fets diem que no volem treure'n o afegir-hi res. Però Aristòtil assenyala una simplificació en aquesta idea del terme mitjà. En termes del que és millor, cerquem un extrem, no un entremig.
El capítol setè passa dels comentaris generals als específics. Aristòtil dona una llista de les virtuts i vicis del caràcter que discuteix més endavant als llibres II i III. Com assenyala Sachs, sembla que la llista no és especialment fixa, atès que difereix entre l' Ètica a Nicòmac i l'Eudèmia, i també perquè Aristòtil repeteix diverses vegades que es tracta d'un esquema aproximat.

### Llibre III: Accions voluntàries i involuntàries; fortalesa i temprança
Aquest llibre es divideix en tres parts, la primera (capítols 1-5) tracta de la voluntarietat, la segona (capítols 6-9) sobre la fortalesa, i la tercera (capítols 10-12) sobre la temprança.

#### La voluntarietat
Aristòtil divideix els actes de l'home en voluntaris i involuntaris. L'acte involuntari es deu a un primer principi extrínsec a l'home, com la força o la ignorància. L'acte no voluntari és un acte involuntari que no es lamenta. L'acte involuntari sorgeix quan l'individu obra en estat d'ignorància i en aquests casos es pot fer una excepció per recórrer a la compassió i indulgència sobre les conseqüències d'aquests actes. L'acte voluntari es fa pel desig. Ara bé, l'elecció racional és més restringida que l'acte voluntari, en el sentit que l'acte està dins del nostre poder i no necessàriament segons l'apetit, sinó que és fruit d'una deliberació. ES delibera quelcom que es pot fer, no sobre veritats ni sobre les accions d'altri; a més a més, es deliberen els mitjans i no la finalitat, car la finalitat no s'escull com a finalitat sinó que és natural i és el bé desitjat segons el que es coneix (el que l'enteniment presenta a la voluntat). Entenent així l'acte voluntari, la virtut s'aplica a tot allò que condueix a la finalitat i implica la responsabilitat del subjecte.

#### La fortalesa
La fortalesa és l'entremig entre el temor i la confiança respecte de la mort. La persona valenta actua tot i el temor però no sense temor. L'excés de temor s'anomena covardia, i actua amb confiança però sense excés de confiança, que s'anomena precipitació. Tanmateix, la fortalesa s'aplica més al temor que a la confiança, per ésser aquest darrer més difícil de controlar, i cerca el bé honest quan és difícil veure aquest bé superior. La característica fonamental de la vertadera fortalesa és que es basa en el caràcter i no en el càlcul o en la preparació.

#### La temprança
La temprança és l'entremig respecte dels plaers, especialment els del tacte, el menjar i el sexe, que tenim en comú amb els animals no racionals. Hi ha plaers naturals i plaers de l'individu: per això, errar en els plaers naturals és sempre un excés, mentre que errar en els plaers individuals no sempre és excessiu. El dolor ve quan el que no té aquesta virtut tampoc no obté els seus plaers. La intemperància és més voluntària que la covardia, puix que sempre ve amb una elecció positiva, fent-la més censurable. L'apetit ha de seguir sempre el que és noble com proposat per la raó.
Al capítol onzè es tracten alguns desitjos com el del menjar, la beguda i el sexe, que són compartits per tots d'una manera determinada. Però no tots tenen les mateixes manifestacions particulars d'aquests desitjos. En els "desitjos naturals" diu Aristòtil, poques persones s'equivoquen, i sempre normalment en una direcció, envers massa. El que és just serveix per satisfer la necessitat d'un, mentre que les persones s'equivoquen, ja sigui desitjant més enllà d'aquesta necessitat, o desitjant el que no han de desitjar. Però quant als dolors, la temprança és diferent del valor. Una persona temperada no necessita suportar dolors, sinó que la persona intemperant sent dolor fins i tot amb els seus plaers, però també pel seu anhel excessiu d'ells.
El contrari és rar i, per tant, no hi ha un nom especial per a una persona sensible als plaers i el delit. La persona temperada desitja les coses que no són impediments per a la salut, ni contràries al bell, ni més enllà dels recursos d'aquesta persona. Tal persona jutja segons la raó correcta.
Al capítol dotzè s'argumenta que la intemperància és un vici més aviat escollit que la covardia, perquè cerca positivament el plaer, mentre que la covardia evita el dolor, i el dolor pot alterar l'elecció d'una persona. Així que retraiem més la intemperància, perquè és més fàcil habituar-se per evitar aquest problema. La forma en què els nens actuen també té certa semblança amb el vici d'akolàsia. Així com un nen necessita viure per instruccions, la part desitjant de l'ànima humana ha d'estar en harmonia amb la part racional. El desig sense enteniment pot tornar-se insaciable, i àdhuc pot afectar la raó.

### Llibre IV: Examen de les virtuts ètiques
El tema que afronta aquest llibre és el de les altres virtuts menys universals que la fortalesa i la temprança i mostra diverses situacions en què es pot trobar un home. Entre aquestes virtuts hi ha la generositat i la magnificència (que és la generositat a nivells superiors per part de qui l'actua, de les circumstàncies i de l'objecte), la magnanimitat i la virtut que aplica la magnanimitat envers els inferiors, l'equanimitat. També parla d'algunes virtuts sobre la vida: dir la veritat, l'humor... Al final menciona la vergonya, un sentiment virtuós que ajuda els joves a trobar l'entremig dels seus sentiments.

#### Liberalitat o genersoitat
Aquesta és una virtut que observem quan veiem com actuen les persones respecte de donar diners, i coses el valor de les quals es pensa en termes de diners. Els dos extrems no virtuosos són el malbaratament i l'avarícia. L'avarícia és, òbviament, prendre els diners massa seriosament, però el malbaratament, menys estrictament parlant, no sempre és el contrari (una subestimació de la importància dels diners) perquè també està sovint causat per ser desenfrenat. Una persona malbaratadora és destruïda pels seus propis actes, i té molts vicis al seu torn. L'enfocament d'Aristòtil per definir l'equilibri correcte és tractar els diners com qualsevulla altra cosa útil, i dir que la virtut és saber com emprar els diners i donar a les persones adequades, la quantitat correcta en el moment adequat. A més a més, com amb cadascuna de les virtuts ètiques, Aristòtil emfatitza que tal persona rep plaers i dolors en fer el bell i virtuós. Aristòtil es desvia lleugerament de la seva manera d'emfatitzar que la generositat no és una virtut associada amb fer diners, perquè, assenyala, una persona virtuosa és normalment algú que fa coses belles, en comptes de simplement ser un destinatari. Aristòtil també assenyala que "la gent generosa és estimada pràcticament per la major part atès que atorga beneficis, i això consisteix a donar" i no nega que la gent generosa sovint no serà adequada per mantenir la seva riquesa, i són sovint fàcils d'enganyar. Aristòtil va més enllà en aquesta direcció dient que pot semblar que és millor ser un malbaratador que ser mesquí: un malbaratador és curat per l'edat, i per l'esgotament dels recursos, i si no són simplement persones sense restriccions, llavors són més nècies que vicioses i mal educades. A més a més, una persona malbaratadora almenys beneficia algú. Aristòtil assenyala també que el que la majoria de la gent que anomenem malbaratament no només és un malbaratament en el sentit contrari a ser generós, sinó que també és desenfrenat i té molts vicis alhora. Tals persones són en realitat sovint malbaratador i avar al mateix temps, i en tractar de ser generosos treuen el que donen de fonts d'on no n'haurien (per exemple extorsionadors, prestadors, jugadors, lladres), i ho donen a les persones equivocades. Tals persones poden ser ajudades per l'orientació, a diferència dels avars, i la majoria de la gent és una mica avar. De fet, segons Aristòtil, l'avarícia és raonablement anomenada l'oposada de la generositat, "perquè és un mal més gran que el malbaratament, i perquè la gent s'equivoca amb més freqüència que amb la mena de malbaratament descrit".

#### Magnificència
La magnificència es descriu com una virtut semblant a la generositat, excepte que es tracta de gastar grans quantitats de riquesa. Aristòtil diu que mentre "l'home magnífic és liberal, l'home liberal no és necessàriament magnífic". Els vicis immoderats en aquest cas estarien relacionats amb "fer una gran exhibició en les ocasions equivocades i en el camí equivocat". Els extrems que s'han d'evitar per aconseguir aquesta virtut són la mesquinesa i la insignificància per una banda i la vulgaritat per una altra. Aristòtil recorda aquí que ja ha dit que les disposicions morals són causades per les activitats que es realitzen, la qual cosa significa que la virtut d'una persona magnífica es pot veure de la manera que escull els actes magnífics correctes en els moments correctes. L'objectiu de la magnificència, com qualsevol virtut, és una acció formosa, no per a l'home magnífic mateix, sinó per a les coses públiques, de manera que àdhuc els seus dons particulars tenen quelcom de semblant amb les ofrenes votives. A causa que està apuntant a un espectacle, una persona amb aquesta virtut no se centrarà a fer les coses a baix cost, el que seria insignificant, ni tampoc a gastar massa. Així com amb la liberalitat, Aristòtil veu un conflicte potencial entre algunes virtuts i emprar bé els diners. Però sí que diu que la magnificència requereix gastar segons els medis, almenys en el sentit que el pobre no pot ser magnífic. Els vicis de la mesquinesa i la vulgaritat "no porten un descrèdit seriós, atès que no són perjudicials per als altres, ni són excessivament indecorosos".

#### Magnanimitat o "grandesa d'ànima"
La magnanimitat és una llatinització del grec original, que era megalopsúchia, que significa "grandesa d'ànima". Per això algunes traduccions modernes es refereixen literalment a la grandesa d'ànima. En particular, el terme implicava no només la grandesa, sinó una persona que es considerava digna de gran cosa, o en altres paraules, una mena d'orgull. Tot i que el terme podria implicar una insinuació negativa de l'orgull elevat, Aristòtil com de costum tracta de definir el que la paraula ha de significar com una virtut. Diu que "no tot el que reclama més del que mereix es va". Ser vanitosos, o ser d'ànima petita, són els dos extrems que no aconsegueixen l'entremig de la virtut de la magnanimitat.
Per tenir la virtut de la grandesa d'ànima i ser digne del més gran, hom ha de ser bo en un vertader sentit, i posseir el que és gran en totes les virtuts. Com assenyala Sachs: "La grandesa d'ànima és la primera de les quatre virtuts que Aristòtil trobarà per exigir la presència de totes les virtuts del caràcter". Els altres són una mena de justícia (1129b del Llibre V), frònesis o judici pràctic com ho demostren els bons líders (1144b del Llibre VI) i tenir vertaderament bons amics (1157a del Llibre VIII). Aristòtil considera la magnanimitat com una mena d'adorn de les virtuts morals, perquè les fa més grans i no sorgeixen d'elles.
Aristòtil també se centra en la qüestió de quines són les coses més grans de què hom pot ser digne. Al principi diu que això es parla en termes de béns externs, però observa que la major part d'aquestes coses ha de ser honor, perquè això és el que assignem als déus, i això és el que la gent de la més alta posició té com a objectiu. Però ell qualifica això dient que en realitat les persones de gran ànima es mantindran moderadament envers tota mena de bona o mala fortuna, fins i tot envers l'honor. Ésser bo, i ser digne d'honor és més important. El desdeny d'una persona de gran ànima cap a tota mena de coses que no siguin bones pot fer que les persones de gran ànima semblin arrogants, com una persona vana que no ho mereix. Leo Strauss assenyala que "hi ha un estret parentesc entre la justícia d'Aristòtil i la justícia bíblica, però la magnanimitat d'Aristòtil, que significa que allò habitual d'un home que reclama per a si grans honors i que es mereix aquests honors, és aliè a la Bíblia". Strauss descriu que la Bíblia rebutja el concepte d'un cavaller, i que això mostra un enfocament diferent al problema de la llei divina en la civilització grega i bíblica.
Aristòtil enumera algunes característiques típiques de les persones de gran ànima:
- No prenen riscs petits i no estan dedicats a assumir riscs, però prendran grans riscs, sense tenir en compte la seva vida, perquè una vida pitjor val menys que una vida amb honor. De fet, fan poques coses, i són lents per començar en les coses, a menys que hi hagi un gran honor involucrat.
- No valoren el que s'estima popularment, ni el que els altres consideren bo. Prenen molt poques coses seriosament i no estan ansiosos.
- Fan favors de bon grat, però s'avergonyeixen de rebre'ls, essent capaços d'oblidar el favor d'un altre, o de fer-ne un de més gran a canvi.
- Són francs en expressar llurs opinions i oberts sobre el que odien o estimen. No ser així seria a causa del temor, o l'estima que hom té de les opinions d'altri sobre la seva.
- Duen la vida com ells escullen i no com s'adapta als altres, atès que això seria ser com un esclau.
- No es meravellen de res, perquè res no els sembla gran.
- Ja que esperen que els altres siguin menors i no s'amoïnin massa pels seus elogis, no són capaços d'odiar ni de tenir rancors, no són capaços de xafardejar, i ni tan sols estan interessats a parlar malament dels seus enemics, tret per insultar-los.
- No estan disposats a queixar-se de necessitats o d'afers petits, ni demanar ajuda, no volent donar a entendre que tals coses són importants per a ells.
- Tendeixen a posseir coses belles i inútils, més que productives.
- Tendeixen a moure's lentament i a parlar amb una veu profunda i estable, en comptes de ser precipitats o aguts, atès que seria a causa de l'ansietat.

#### Una ambició equilibrada respecte dels honors més petits
En paral·lel a la distinció d'escala ja establerta entre la generositat normal i la magnificència, Aristòtil proposa que hi ha dos tipus de virtut associats amb els honors, un relacionat amb grans honors, magnanimitat o grandesa d'ànima i un altre amb honors més normals. Aquesta última virtut és una mena de respecte correcte per l'honor, que Aristòtil no tenia paraula grega per designar, però que diu que està entre ser ambiciós i no ambiciós respecte de l'honor. Podria incloure una persona noble i viril amb l'ambició apropiada, o una persona menys ambiciosa que sigui moderada i temperada. Tenir l'equilibri correcte en aquesta virtut significa cerca els tipus correctes d'honor dels tipus correctes de font d'honor. En contrast, l'home ambiciós obtindria aquest equilibri malament en cercar l'excés d'honor de fonts inapropiades, i l'home no ambiciós no desitjaria ser honrat apropiadament per raons nobles.

#### Gentilesa respecte de la ira
La virtut de la gentilesa és l'entremig respecte de l'ira. En contrast, un vici excessiu respecte de la ira seria la irascibilitat o la rapidesa a l'ira. Tal persona seria injusta en les respostes, estaria enutjada amb les persones equivocades, i així successivament. El vici deficient es trobaria en persones que no es defensarien. A ells els mancaria esperit i serien considerats necis i servils. Aristòtil no nega que la còlera tingui un lloc en el comportament d'una bona persona, però diu que ha de ser amb els fonaments adequats i en contra de les persones adequades, i també en la forma correcta i en el moment adequat i pel temps adequat. La gent pot equivocar-se de moltes maneres, i Aristòtil diu que no és fàcil encertar. Un dels pitjors casos entre aquests és qui roman enutjat durant massa temps.
Segons Aristòtil, la virtut respecte de la ira no seria guiada per les emocions, sinó per la raó. Així doncs, segons ell, la ira pot ser virtuosa i racional en les circumstàncies adequades, i fins i tot diu que una petita quantitat d'excés no és quelcom que pagui la pena tampoc, i podria fins i tot ser elogiat com a baronívol i apte per al món. La persona amb aquesta virtut, tanmateix, tendeix a errar pel costat del perdó en comptes de l'ira, i la persona amb una deficiència en aquesta virtut, tot i semblar ximple i servil, estarà més a prop de la virtut que algú que s'enutja amb massa facilitat.

#### Sobre la cordialitat, entre ser obsequiós i groller
Aquestes característiques es refereixen a l'actitud de les persones envers si causen dolor als altres. La persona obsequiosa es preocupa massa pel dolor que causa als altres, retrocedeix amb massa facilitat, fins i tot quan és deshonrós o nociu fer-ho, mentre que una persona ruda o querellant s'oposa a tot i ho fa sense importar-li el dolor que pot causa. Un cop més Aristòtil diu que no té una paraula grega específica per donar a la por virtuosa correcta que evita els vicis, però diu que s'assembla a l'amistat. La diferència és que la cordialitat es refereix al comportament envers els amics i estranys per igual, i no implica el vincle emocional especial que tenen els amics. Quant a la vertadera amistat, cal veure-la als llibres VIII i IX.
Segons Aristòtil, aconseguir aquesta virtut també implica:
- Tractar de manera diferent amb diferents tipus de persones, per exemple persones en una posició superior, més o menys familiars per a un mateix i així successivament.
- De vegades ser capaç de compartir el dolor dels companys a costa de si mateix, si aquest plaer no és nociu o deshonrós.
- Estar disposat a experimentar el dolor en el curt termini per aconseguir un plaer més llarg o d'una escala més gran.

A més del vici d'obsequiositat, hi ha també l'adulació, que és el tercer vici pel qual algú actua d'una manera obsequiosa per tractar de guanyar algun avantatge per a si mateix.

#### Honestedat sobre un mateix: la virtut entre la jactància i l'automenyspreu
Aristòtil descriu dos tipus de vicis falsos: un que exagera les coses, la jactància, i un altre que les subestima. Assenyala que aquest és un àmbit molt específic d'honestedat, en el que es refereix a un mateix. D'altres tipus de deshonestedat podrien implicar altres virtuts i vicis, com la justícia i la injustícia.
És un tema semblant al de la sobrietat i obsequiositat, pel que fa a com interactuar socialment en una comunitat. Ara la discussió es refereix a com de franc hom ha de ser quant a les pròpies qualitats. Sòcrates emprà la ironia, que Aristòtil considera una mena acceptable de deshonestedat.
Una vegada més, Aristòtil digué que no tenia una paraula grega convenient per donar a l'entremig virtuós i honest en aquest cas, entre una persona que es jacta de qualificacions inapropiadament, mentre que una persona que s'automenysprea excessivament no fa cap afirmació a les qualitats que té, àdhuc es menysprea. Per tant, Aristòtil nomena l'home virtuós com una persona que reclama les bones qualitats que té sense exageració ni subestimació. Com en molts d'aquests exemples, diu que l'excés (jactància) és més culpable que la deficiència (ser automenyspreatiu).
A diferència del tractament de l'adulació, descrit simplement com un vici, Aristòtil descriu maneres en què una persona pot ser relativament irreprensible si ocasionalment és deshonesta sobre les seves pròpies qualitats, sempre que això no esdevingui una disposició fixa per jactar-se. Específicament, la jactància no seria gaire culpable si l'objectiu és l'honor o la glòria, però seria culpable si l'objectiu són els diners.
Parts d'aquesta secció són notables a causa de les implicacions per a la pràctica de la filosofia. En un punt Aristòtil diu que exemples d'àrees on la jactància deshonesta per guanys podria passar desapercebuda, i ser molt culpable, serien la profecia, la filosofia o la medecina. Això sembla una crítica dels sofistes contemporanis seus. Però encara més notable és el fet que un dels vicis en discussió, l'automenyspreu, és un adjectiu que fou i és emprat sovint per descriure Sòcrates. Aristòtil àdhuc menciona específicament Sòcrates com un exemple, però alhora menciona que el vici menys excessiu és sovint menys culpable.

#### Ser enginyós o encantador
El tema d'aquesta discussió és la virtut de ser enginyós, encantador, tenir tacte, i generalment dir les coses correctes quan es parla informalment, en l'oci, que Aristòtil diu que és una part necessària de la vida. En contrast, un bufó mai no pot resistir-se a fer cap broma, i el vici deficient en aquest cas és una persona inculta que no té acudits, i és inútil en una conversa informal. És difícil d'establir regles fixes sobre el que és divertit i el que és apropiat, per la qual cosa una persona amb aquesta virtut tendeix a ser com un legislador que fa lleis adequades per a si mateix.

#### Sentit de la vergonya
El sentit de la vergonya no és una virtut, sinó més aviat un sentiment que és un tret de caràcter estable. És una por, i només és apropiada en els joves, que viuen per al sentiment, però són retinguts pel sentiment de vergonya. No s'hauria d'elogiar les persones grans per aquesta sensació de vergonya segons Aristòtil, atès que la vergonya ha de referir-se a actes fets voluntàriament, i una persona decent no faria voluntàriament quelcom vergonyós. Aristòtil hi menciona que l'autocontenció tampoc no és una virtut, sinó que ens remet a una part posterior del llibre (Llibre VII) per discutir-ho.
Leo Strauss assenyala que aquest enfocament, així com la discussió d'Aristòtil sobre la magnanimitat, està en contrast amb l'enfocament de la Bíblia.

### Llibre V: Examen de les virtuts ètiques. La justícia
Aristòtil dedica aquest llibre a analitzar la virtut de la justícia. Comença induint la definició justícia a partir de la definició nominal i de tot allò que es pensa quan se sent l'expressió "justícia". Afirma que la justícia és la virtut completa pel que es refereix a altres persones, car és més difícil exercir la virtut amb els altres que només amb un mateix. Així doncs, la virtut en general és justícia vista en relació amb altri.
Aquesta justícia és la justícia general. Hi ha també la justícia particular, que es divideix alhora en distributiva i transaccional, la distributiva que aplica una proporció geomètrica entre diverses coses o persones; la transaccional que aplica una proporció aritmètica. Després aplica aquesta distinció a l'economia, i diu que la justícia és l'entremig entre cometre injustícia i patir-la i consisteix en la reciprocitat. Tanmateix, descobreix que en aquest cas la seva fórmula de trobar l'entremig no funciona igual que en les passions: l'entremig és la igualtat de la proporció.
Tracta també de la relació entre la justícia i la llei, una relació necessària perquè s'aconsegueixi el bé de l'altre, car l'home per si mateix cerca el propi bé. Per això cal una llei. Aquí entra la política, atès que hi ha una justícia natural que ningú no pot transgredir i una altra de legal, que depèn de les regles adoptades. La justícia legal s'ha de seguir un cop que s'han aprovat les lleis. Aquesta justícia legal és variable perquè els casos particulars es relacionen amb les normes universals de manera diferent en cada ocasió.
Aristòtil explica a continuació els diversos greuges en relació amb la justícia, i després afirma que qui pateix una injustícia no ho pot fer de manera voluntària. Així doncs, ningú no pot fer injustícia a si mateix, per exemple, per mitjà del suïcidi. L'equitat supera la justícia en el sentit de corregir la llei en certs casos particulars, car la regla universal no contempla cada situació particular.